# Christoph Körner (Basketballspieler)
Christoph Körner (* 1. Dezember 1962 in Gelsenkirchen) ist ein ehemaliger deutscher Basketballspieler.

## Leben
Körner begann bei Eurovia Gelsenkirchen mit dem Basketball, wechselte aber früh zu Schalke 04, wo er bereits mit 16 Jahren in der Zweiten Mannschaft spielte und in die Jugendnationalmannschaft berufen wurde. 1981 wechselte er in die erste Liga zu TuS 04 Leverkusen, wo er ab 1982 Stammspieler war; 1985 gewann er mit Leverkusen den deutschen Meistertitel. 1986 gelang den Leverkusenern das Double aus Meisterschaft und Pokalsieg. Auch in der Saison 1989/90 sowie in der Saison 1991/92 gehörte er der Mannschaft an, die 1990 Meister und Pokalsieger sowie 1992 Meister wurde. Er kam bis 1992 auf 253 Bundesliga-Spiele für Leverkusen und erzielte für die Rheinländer im Schnitt auf 8,7 Punkte je Begegnung.
Im April 1983 debütierte Körner in der deutschen Basketballnationalmannschaft. Körner spielte bei den Europameisterschaften 1983 (8. Platz), 1985 (5. Platz) und 1987 (6. Platz) in der deutschen Mannschaft. Höhepunkt seiner internationalen Karriere war der achte Platz bei den Olympischen Spielen 1984 in Los Angeles, wo er in allen acht Spielen eingesetzt wurde und insgesamt 34 Punkte erzielte. Insgesamt wirkte Körner in 77 Spielen der deutschen Nationalmannschaft mit, in denen er 398 Punkte erzielte, was einem Durchschnitt von 5,2 Punkten pro Spiel entspricht.
Körner ist mit der Basketballspielerin Christina Szafarczyk verheiratet. Deren gemeinsame Tochter Paulina Körner widmet sich ebenfalls dem Sport und ist Teil der Damen-Nationalmannschaft. Bei den RheinStars Köln wurde Christoph Körner Anteilseigner.